# Ministerhotellet
Ministerhotellet, eller Pechlinska palatset, var en bygning i Stockholm, Sverige. Den blev brugt som arbejdsplads og bolig for norske statsråder i Sverige fra 1814 til 1905. Ministerhotellet blev revet i 1911.
Ole Richter, Norges statsminister i Stockholm fra 1884, begik selvmord på statsministerkontoret her den 15. juni 1888.